# Мартін Коукал
Мартін Коукал (чеськ. Martin Koukal, 25 вересня 1978) — чеський лижник, призер олімпійських ігор, чемпіон світу.
Мартін Коукал виступає в змаганнях з лижного спорту з 1996. Найбільший його успіх — золота медаль чемпіона світу в найпрестижнішій гонці на 50 км у 2003. У 2005 році він виборов бронзову медаль чемпіонату світу в командному спринті. На Олімпіаді у Ванкувері Коукал разом із товаришами зі збірної Чехії виборов бронзову медаль в естафеті 4x10 км.
Крім лижного спорту Коукал цікавиться також альпінізмом. Його молодший брат, Петр, грає в хокей за «Пардубіце».